# División de Honor 2004-2005 (calcio a 5)
La División de Honor 2004-2005 è stata la 16ª edizione del massimo torneo di calcio a 5 spagnolo. Organizzata dalla Liga Nacional de Fútbol Sala, la stagione regolare è iniziata il 4 settembre 2004 e si è conclusa il 30 aprile 2005, prolungandosi fino al 25 giugno con la disputa dei play-off.

## Stagione regolare

### Classifica
|  | Pos. | Squadra             | Pt | G  | V  | N | P  | GF  | GS  | DR  |
|  | ---- | ------------------- | -- | -- | -- | - | -- | --- | --- | --- |
|  | 1.   | ElPozo Murcia       | 73 | 30 | 23 | 4 | 3  | 175 | 107 | +68 |
|  | 2.   | Interviú            | 67 | 30 | 21 | 4 | 5  | 140 | 99  | +41 |
|  | 3.   | Playas de Castellón | 59 | 30 | 18 | 5 | 7  | 146 | 104 | +42 |
|  | 4.   | Cartagena           | 57 | 30 | 16 | 9 | 5  | 124 | 83  | +41 |
|  | 5.   | Baix Maestrat       | 46 | 30 | 14 | 4 | 12 | 118 | 119 | -1  |
|  | 6.   | Xota                | 43 | 30 | 12 | 7 | 11 | 118 | 116 | +2  |
|  | 7.   | Santiago            | 41 | 30 | 12 | 5 | 13 | 114 | 114 | 0   |
|  | 8.   | S10 Saragozza       | 41 | 30 | 11 | 8 | 11 | 118 | 134 | -16 |
|  | 9.   | Martorell           | 40 | 30 | 11 | 7 | 12 | 127 | 131 | -4  |
|  | 10.  | Prone Lugo          | 40 | 30 | 13 | 1 | 16 | 106 | 116 | -10 |
|  | 11.  | Carnicer Torrejón   | 34 | 30 | 10 | 4 | 16 | 123 | 127 | -4  |
|  | 12.  | Segovia             | 34 | 30 | 9  | 7 | 14 | 98  | 125 | -27 |
|  | 13.  | Láncara             | 32 | 30 | 8  | 8 | 14 | 117 | 135 | -18 |
|  | 14.  | Móstoles            | 29 | 30 | 8  | 5 | 17 | 103 | 122 | -19 |
|  | 15.  | Las Rozas Boadilla  | 26 | 30 | 7  | 5 | 18 | 111 | 129 | -18 |
|  | 16.  | Santa Coloma        | 15 | 30 | 4  | 3 | 23 | 86  | 163 | -77 |

### Verdetti
- Interviú campione di Spagna 2004-05 e qualificato alla Coppa UEFA 2005-2006.
- Santa Coloma e Las Rozas Boadilla retrocessi in División de Plata 2005-06.

## Play-off
I play-off valevoli per il titolo nazionale si sono svolti tra il 7 maggio e il 25 giugno 2005. Il regolamento prevede che i quarti di finale si giochino al meglio delle tre gare mentre le semifinali e la finale al meglio delle cinque.

### Tabellone
|  | Quarti di finale | Quarti di finale    | Quarti di finale | Quarti di finale | Quarti di finale |   |   | Semifinali    | Semifinali    | Semifinali | Semifinali | Semifinali | Semifinali | Semifinali |  |  | Finale | Finale        | Finale | Finale | Finale | Finale | Finale |
|  |                  |                     |                  |                  |                  |   |   |               |               |            |            |            |            |            |  |  |        |               |        |        |        |        |        |
|  | 8                | S10 Saragozza       | 3                | 2                | –                |   |   |               |               |            |            |            |            |            |  |  |        |               |        |        |        |        |        |
|  | 1                | ElPozo Murcia       | 5                | 6                | –                |   |   |               |               |            |            |            |            |            |  |  |        |               |        |        |        |        |        |
|  | 1                | ElPozo Murcia       | 5                | 6                | –                |   | 1 | ElPozo Murcia | 8             | 4          | 8          | –          | –          |            |  |  |        |               |        |        |        |        |        |
|  |                  |                     |                  |                  |                  |   | 1 | ElPozo Murcia | 8             | 4          | 8          | –          | –          |            |  |  |        |               |        |        |        |        |        |
|  |                  | 4                   | Cartagena        | 5                | 3                | 7 | – | –             |               |            |            |            |            |            |  |  |        |               |        |        |        |        |        |
|  | 5                | 4                   | Cartagena        | 5                | 3                | 7 | – | –             | Baix Maestrat | 4          | 3          | –          |            |            |  |  |        |               |        |        |        |        |        |
|  | 5                |                     |                  |                  |                  |   |   |               | Baix Maestrat | 4          | 3          | –          |            |            |  |  |        |               |        |        |        |        |        |
|  | 4                | Cartagena           | 5                | 8                | –                |   |   |               |               |            |            |            |            |            |  |  |        |               |        |        |        |        |        |
|  |                  |                     |                  |                  |                  |   |   |               |               |            |            |            |            |            |  |  | 1      | ElPozo Murcia | 5      | 4      | 5      | 3      | –      |
|  |                  |                     | 2                | Interviú         | 6                | 3 | 7 | 6             | –             |            |            |            |            |            |  |  |        |               |        |        |        |        |        |
|  | 7                | Santiago            | 3                | 2                | –                |   |   |               |               |            |            |            |            |            |  |  |        |               |        |        |        |        |        |
|  | 2                | Interviú            | 5                | 5                | –                |   |   |               |               |            |            |            |            |            |  |  |        |               |        |        |        |        |        |
|  | 2                | Interviú            | 5                | 5                | –                |   | 2 | Interviú      | 2             | 5          | 2          | 3          | 4          |            |  |  |        |               |        |        |        |        |        |
|  |                  |                     |                  |                  |                  |   | 2 | Interviú      | 2             | 5          | 2          | 3          | 4          |            |  |  |        |               |        |        |        |        |        |
|  |                  | 6                   | Xota             | 3                | 4                | 3 | 1 | 3             |               |            |            |            |            |            |  |  |        |               |        |        |        |        |        |
|  | 6                | 6                   | Xota             | 3                | 4                | 3 | 1 | 3             | Xota          | 6          | 3          | –          |            |            |  |  |        |               |        |        |        |        |        |
|  | 6                |                     |                  |                  |                  |   |   |               | Xota          | 6          | 3          | –          |            |            |  |  |        |               |        |        |        |        |        |
|  | 3                | Playas de Castellón | 1                | 2                | –                |   |   |               |               |            |            |            |            |            |  |  |        |               |        |        |        |        |        |

### Quarti di finale

#### Gara 1
| Benicarló 7 maggio 2005, ore 13:45 CEST                                                                | Baix Maestrat | 4 – 5 (3-2) referto                                      | Cartagena | Municipal de Benicarló |
| Vadillo 4’ , 16’ , 36’ Modrego 18’ Marcatori 5’ Manoel Tobias 15’ Simi 23’ , 40’ Torrás 29’ J. Sánchez |               |                                                          |           |                        |
| |               |                                                          |           |                        |
| Vadillo 4’, 16’, 36’ Modrego 18’                                                                       | Marcatori     | 5’ Manoel Tobias 15’ Simi 23’, 40’ Torrás 29’ J. Sánchez |           |                        |

| Santiago di Compostela 7 maggio 2005, ore 18:15 CEST                                                | Santiago  | 3 – 5 (2-2) referto                                | Interviú | Pavillón Multiusos Fontes do Sar |
| Giustozzi 11’ Alemão 18’ C. Muñoz 22’ Marcatori 15’ , 29’ Daniel 16’ Marquinho 24’ Neto 37’ Limones |           |                                                    |          |                                  |
| |           |                                                    |          |                                  |
| Giustozzi 11’ Alemão 18’ C. Muñoz 22’                                                               | Marcatori | 15’, 29’ Daniel 16’ Marquinho 24’ Neto 37’ Limones |          |                                  |

| Saragozza 7 maggio 2005, ore 18:30 CEST                                          | S10 Saragozza | 3 – 5 (3-0)                              | ElPozo Murcia | Pabellón Príncipe Felipe |
| Cáceres 3’ , 5’ A. Silva 7’ Marcatori 21’ , 35’ Lenísio 29’ , 31’ Balo 33’ Boned |               |                                          |               |                          |
|                                                                                  |               |                                          |               |                          |
| Cáceres 3’, 5’ A. Silva 7’                                                       | Marcatori     | 21’, 35’ Lenísio 29’, 31’ Balo 33’ Boned |               |                          |

| Pamplona 7 maggio 2005, ore 20:30 CEST                          | Xota      | 6 – 1 (3-0) referto | Playas de Castellón | Pabellón Universitario de Navarra |
| Wilde 3’ , 23’ Tete 16’ , 19’ Gay 28’ , 33’ Marcatori 34’ Euler |           |                     |                     |                                   |
|                                                                 |           |                     |                     |                                   |
| Wilde 3’, 23’ Tete 16’, 19’ Gay 28’, 33’                        | Marcatori | 34’ Euler           |                     |                                   |

#### Gara 2
| Alcalá de Henares 13 maggio 2005, ore 20:30 CEST                                         | Interviú  | 5 – 2 (2-0) referto   | Santiago | Pabellón CajaMadrid |
| Arrizabalaga 2’ , 25’ A. Linares 10’ Marquinho 32’ , 33’ Marcatori 22’ Goda 36’ C. Muñoz |           |                       |          |                     |
|                                                                                          |           |                       |          |                     |
| Arrizabalaga 2’, 25’ A. Linares 10’ Marquinho 32’, 33’                                   | Marcatori | 22’ Goda 36’ C. Muñoz |          |                     |

| Castellón de la Plana 13 maggio 2005, ore 20:30 CEST         | Playas de Castellón | 2 – 3 (0-1) referto     | Xota | Pabellón Ciutat de Castelló |
| Fali 21’ J. Rodríguez 30’ Marcatori 11’ , 29’ Wilde 37’ Tete |                     |                         |      |                             |
|                                                              |                     |                         |      |                             |
| Fali 21’ J. Rodríguez 30’                                    | Marcatori           | 11’, 29’ Wilde 37’ Tete |      |                             |

| Murcia 13 maggio 2005, ore 21:00 CEST                                                          | ElPozo Murcia | 6 – 2 (5-0) referto      | S10 Saragozza | Palacio de Deportes |
| Boned 7’ , 17’ Lenísio 13’ , 28’ Balo 15’ Paulo Roberto 18’ Marcatori 39’ A. Silva 40’ Cáceres |               |                          |               |                     |
|                                                                                                |               |                          |               |                     |
| Boned 7’, 17’ Lenísio 13’, 28’ Balo 15’ Paulo Roberto 18’                                      | Marcatori     | 39’ A. Silva 40’ Cáceres |               |                     |

| Cartagena 14 maggio 2005, ore 18:00 CEST                                                                                             | Cartagena | 8 – 3 (3-3) referto                        | Baix Maestrat | Pabellón Wsell de Guimbarda |
| Manoel Tobias 2’ , 11’ J. Sánchez 3’ Marcelo 25’ Índio 33’ Simi 33’ , 35’ , 35’ Marcatori 7’ Acidesio 16’ García Sanjuán 20’ Chelete |           |                                            |               |                             |
| |           |                                            |               |                             |
| Manoel Tobias 2’, 11’ J. Sánchez 3’ Marcelo 25’ Índio 33’ Simi 33’, 35’, 35’                                                         | Marcatori | 7’ Acidesio 16’ García Sanjuán 20’ Chelete |               |                             |

### Semifinali

#### Gara 1
| Murcia 21 maggio 2005, ore 13:45 CEST                                                                                                   | ElPozo Murcia | 8 – 5 (4-1) referto                                   | Cartagena | Palacio de Deportes |
| Boned 4’ Lenísio 14’ , 36’ , 39’ Cobeta 16’ Balo 19’ , 27’ Queirós 37’ Marcatori 17’ Simi 22’ , 23’ Marcelo 29’ Manoel Tobias 31’ Índio |               |                                                       |           |                     |
| |               |                                                       |           |                     |
| Boned 4’ Lenísio 14’, 36’, 39’ Cobeta 16’ Balo 19’, 27’ Queirós 37’                                                                     | Marcatori     | 17’ Simi 22’, 23’ Marcelo 29’ Manoel Tobias 31’ Índio |           |                     |

| Alcalá de Henares 21 maggio 2005, ore 18:30 CEST                     | Interviú  | 2 – 3 (0-2) referto          | Xota | Pabellón CajaMadrid |
| Gabriel 26’ Arrizabalaga 34’ Marcatori 18’ , 22’ Wilde 19’ Alexandre |           |                              |      |                     |
|                                                                      |           |                              |      |                     |
| Gabriel 26’ Arrizabalaga 34’                                         | Marcatori | 18’, 22’ Wilde 19’ Alexandre |      |                     |

#### Gara 2
| Pamplona 27 maggio 2005, ore 20:30 CEST                                                           | Xota      | 4 – 5 (1-1) referto                                     | Interviú | Pabellón Universitario de Navarra |
| Wilde 13’ , 25’ , 40’ Tete 28’ Marcatori 6’ Marquinho 22’ Gabriel 29’ , 39’ Schumacher 34’ Daniel |           |                                                         |          |                                   |
|                                                                                                   |           |                                                         |          |                                   |
| Wilde 13’, 25’, 40’ Tete 28’                                                                      | Marcatori | 6’ Marquinho 22’ Gabriel 29’, 39’ Schumacher 34’ Daniel |          |                                   |

| Cartagena 28 maggio 2005, ore 13:45 CEST                                                 | Cartagena | 3 – 4 (1-1, 3-3, 3-4) referto                | ElPozo Murcia | Pabellón Wsell de Guimbarda |
| J. Sánchez 4’ Marín 28’ Orol 29’ Marcatori 1’ Cobeta 35’ , 42’ Lenísio 37’ Paulo Roberto |           |                                              |               |                             |
|                                                                                          |           |                                              |               |                             |
| J. Sánchez 4’ Marín 28’ Orol 29’                                                         | Marcatori | 1’ Cobeta 35’, 42’ Lenísio 37’ Paulo Roberto |               |                             |

#### Gara 3
| Cartagena 29 maggio 2005, ore 13:45 CEST | Cartagena | 7 – 8 (3-3, 7-7, 7-7) referto                                                | ElPozo Murcia | Pabellón Wsell de Guimbarda |
| Simi 2’ , 30’ , 39’ J. Sánchez 3’ Marcelo 6’ , 33’ , 38’ Marcatori 1’ , 15’ , 26’ Lenísio 19’ , 44’ Boned 25’ Cobeta 28’ Paulo Roberto 34’ Queirós |           |                                                                              |               |                             |
| |           |                                                                              |               |                             |
| Simi 2’, 30’, 39’ J. Sánchez 3’ Marcelo 6’, 33’, 38’                                                                                               | Marcatori | 1’, 15’, 26’ Lenísio 19’, 44’ Boned 25’ Cobeta 28’ Paulo Roberto 34’ Queirós |               |                             |

| Pamplona 29 maggio 2005, ore 20:30 CEST                                     | Xota      | 3 – 2 (d.t.s.) (1-2, 2-2, 2-2) referto | Interviú | Pabellón Universitario de Navarra |
| Pellegrini 13’ Alexandre 40’ Eseverri 45’ Marcatori 12’ Schumacher 14’ Neto |           |                                        |          |                                   |
|                                                                             |           |                                        |          |                                   |
| Pellegrini 13’ Alexandre 40’ Eseverri 45’                                   | Marcatori | 12’ Schumacher 14’ Neto                |          |                                   |

#### Gara 4
| Alcalá de Henares 3 giugno 2005, ore 20:30 CEST             | Interviú  | 3 – 1 (2-1) referto | Xota | Pabellón CajaMadrid |
| Marquinho 6’ Arrizabalaga 20’ Gabriel 34’ Marcatori 2’ Tete |           |                     |      |                     |
|                                                             |           |                     |      |                     |
| Marquinho 6’ Arrizabalaga 20’ Gabriel 34’                   | Marcatori | 2’ Tete             |      |                     |

#### Gara 5
| Alcalá de Henares 5 giugno 2005, ore 12:30 CEST                                              | Interviú  | 4 – 3 (2-2) referto         | Xota | Pabellón CajaMadrid |
| Arrizabalaga 9’ Daniel 14’ Limones 27’ Schumacher 40’ Marcatori 4’ Alexandre 13’ , 38’ Wilde |           |                             |      |                     |
|                                                                                              |           |                             |      |                     |
| Arrizabalaga 9’ Daniel 14’ Limones 27’ Schumacher 40’                                        | Marcatori | 4’ Alexandre 13’, 38’ Wilde |      |                     |

### Finale

#### Gara 1
| Arbitri: | Cordero Gallardo Linares Lopez |

|                                                         |           |                                                                  |
| Paulo Roberto 7’ Queirós 13’ Boned 24’, 27’ Lenísio 38’ | Marcatori | 3’ Gabriel 9’ Neto 12’, 28’ Daniel 16’ A. Linares 21’ J. Linares |

#### Gara 2
| Arbitri: | Torres Hernandez Blazquez Sierra |

|                                         |           |                                    |
| J. Linares 15’ Daniel 21’ Marquinho 36’ | Marcatori | 5’ Queirós 9’ Balo 33’, 42’ Cobeta |

#### Gara 3
| Arbitri: | Garcia Serrano Peña Diaz |

|                                                                                            |           |                                                  |
| J. Linares 7’ A. Linares 15’ Neto 21’ Marquinho 25’ Schumacher 30’ Limones 33’ Gabriel 40’ | Marcatori | 2’ Cobeta 5’, 39’ Lenísio 16’ Vinícius 24’ Boned |

#### Gara 4
| Arbitri: | Rabadán Sáinz Rodríguez García |

|                                   |           |                                                                               |
| Lenísio 7’ Boned 35’ Vinícius 39’ | Marcatori | 9’ J. García 10’ Daniel 27’ A. Linares 36’ Arrizabalaga 39’ Amado 40’ Gabriel |

## Supercoppa di Spagna
La 15ª edizione della competizione ha opposto l'Interviú, vincitore di campionato e Coppa, al Playas de Castellón, finalista della Coppa di Spagna. Il trofeo è stato assegnato tramite una gara unica disputata sul campo neutro di Siviglia.
| Arbitri: | Peña Díaz García Serrano |

|                |           |                           |
| J. Linares 25’ | Marcatori | 21’ J. Rodríguez 38’ Fali |